# Comuna Marînske, Hornostaiivka
Marînske (în ucraineană Маринське) este o comună în raionul Hornostaiivka, regiunea Herson, Ucraina, formată din satele Cervonoarmiiske și Marînske (reședința).

## Demografie
Componența lingvistică a comunei Marînske
     Ucraineană (95,55%)
     Rusă (4,13%)
     Alte limbi (0,32%)
Conform recensământului din 2001, majoritatea populației comunei Marînske era vorbitoare de ucraineană (95,55%), existând în minoritate și vorbitori de rusă (4,13%).